# Joachim Frederik af Brandenburg
Joachim Frederik af Brandenburg (27. januar 1546 på Berlins stadsslot – 18. juli 1608 i Köpenick) var 1598 (1605?) – 1608 var kurfyrste og markgreve af Brandenburg 1598-1608. Han var søn af kurfyrsten Johan Georg af Brandenburg og tilhørte huset Hohenzollern.

## Biografi
Joakim Fredrik var 1566-98 administrator i Magdeburg og efterfulgte sin fader, Johan Georg, som kurfyrste af Brandenburg 1598. Gennem en familieaftale 1599 fik han gennemført, at Brandenburg skulle være udelelig.
Ved Georg Fredrik af Brandenburg-Ansbachs død i 1603 blev han administrator af hertugdømmet Østpreussen.
Joakim Fredrik blev i 1570 gift med Katharina af Brandenburg-Küstrin. Deres datter Anna Cathrine blev gift med Christian IV. Sønnen Johan Sigismund blev Joachims efterfølger som kurfyrste.